# Vučja Gomila
Vučja Gomila (madžarsko Zsidahegy) je naselje v Občini Moravske Toplice.